# Саминский Погост
Саминский Погост — деревня в Вытегорском районе Вологодской области.
Входит в состав Саминского сельского поселения, с точки зрения административно-территориального деления — центр Саминского сельсовета.
Расположена на правом берегу реки Самина, на трассе А119. Расстояние до районного центра Вытегры по автодороге — 45 км, до центра муниципального образования посёлка Октябрьский  по прямой — 4 км. Ближайшие населённые пункты — Анциферово, Берег, Загородская, Крюковская, Лахново, Силово, Титово.
По переписи 2002 года население — 25 человек (13 мужчин, 12 женщин). Всё население — русские.
В деревне находится деревянная Тихвинская церковь 1897 года постройки и Ильинская церковь. Из-за отсутствия реставрационных работ Тихвинская церковь разрушилась в 1990-х гг.